# Breviceps sopranus
Breviceps sopranus е вид жаба от семейство Brevicipitidae. Видът не е застрашен от изчезване.

## Разпространение
Разпространен е в Свазиленд и Южна Африка (Квазулу-Натал и Мпумаланга).